# Finn Seemann
Finn Ludvig Seemann (Oslo, 18 ottobre 1944 – Dovre, 7 settembre 1985) è stato un calciatore norvegese, di ruolo attaccante.

## Carriera

### Club
Seemann cominciò la carriera con la maglia del Lyn Oslo, con cui vinse il campionato 1964. Nel 1965 passò al calcio professionistico, firmando un contratto con gli scozzesi del Dundee Utd.
Con il suo club partecipò anche alla Coppa delle Fiere 1966-1967, ove eliminò nei sedicesimi di finale i campioni in carica del Barcellona, prima squadra scozzese a vincere in una trasferta in Spagna, ma venendo eliminato nel turno successivo dagli italiani della Juventus.
Nell'estate 1967 con gli scozzesi disputò il campionato nordamericano organizzato dalla United Soccer Association: accadde infatti che tale campionato fu disputato da formazioni europee e sudamericane per conto delle franchigie ufficialmente iscritte al campionato, che per ragioni di tempo non avevano potuto allestire le proprie squadre. Il Dundee United rappresentò il Dallas Tornado, che concluse la Western Division al sesto ed ultimo posto.
Passò poi agli olandesi del DWS e successivamente all'Utrecht.
Visse per un periodo negli Stati Uniti, prima di tornare al Lyn Oslo.
Morì il 7 settembre 1985 in un incidente stradale.

### Nazionale
Seemann giocò 3 incontri per la Norvegia under 21, con una rete all'attivo. Totalizzò poi 15 apparizioni per la Nazionale maggiore, la prima delle quali in data 4 settembre 1963, nella sconfitta per 9-0 contro la Polonia. La prima delle sue 4 reti arrivò invece il 20 agosto 1964, nel 2-0 inflitto alla Finlandia.

## Palmarès

### Club

#### Competizioni nazionali
- Campionato norvegese: 1

Lyn Oslo: 1964